# Domingos Andrade
Domingos Andrade, aussi appelé Chicharito, né le 7 mai 2003 à Luanda, est un footballeur international angolais qui évolue au poste de milieu de terrain au FC Porto B.

## Biographie

### Carrière en club
Né à Luanda en Angola, Domingos Andrade est formé par l'Interclube, où il commence sa carrière professionnelle,. Il joue son premier match avec l'équipe première du club le 10 janvier 2021. Il est titulaire pour ce match nul 2-2 à l'extérieur en championnat, contre le Clube Recreativo da Caála.
Il est transféré au Sporting de Lisbonne au Portugal, à l'été 2021,.
Après une saison en Liga 3 à défendre les couleurs du FC Felgueiras 1932, Domingos Andrade signe, le 18 juillet 2024, au FC Porto jusqu'en 2028. Pour sa première saison chez les Dragões, il est intégré à l'équipe B en deuxième division portugaise.

### Carrière en sélection
Déjà international angolais avec les moins de 17 ans, Domingos Andrade est convoqué pour la première fois avec l'équipe nationale d'Angola en novembre 2021. Il honore sa première sélection le 16 Novembre 2021, lors d'un match de qualification à la Coupe du monde contre la Libye. Il entre en jeu à la place de Mário Balbúrdia dans les derniers instants de ce match nul 1-1.